# Vincent Irizarry
Vincent Michael Irizarry is een Amerikaanse acteur van Puerto Ricaanse en Italiaanse afkomst. Hij was genomineerd voor een Daytime Emmy Award in 1985 en 2002. In 2009 won hij deze prijs.

## Biografie
Nadat Irizarry verhuisd was naar Lake Grove, besloot hij piano te gaan spelen. Hij volgde een studie aan de Berklee College of Music in Boston. Daar ontdekte hij zijn passie voor acteren en speelde hij mee in meerdere producties in het regionale theater. Irizarry besloot naar New York terug te gaan om aan zijn carrière te gaan werken.
Irizarry begon zijn acteercarrière in 1983, toen hij de rol van Brandon Luvonaczek in The Guiding Light zou gaan spelen. Zijn personage speelde veel samen met het personage Beth Raines, destijds gespeeld door actrice Judi Evans Luciano. Beth en Brandon werden een zogenoemd superkoppel. In 1985 werd hij genomineerd voor een Daytime Emmy Award, maar hij verloor van AMC-acteur Michael E. Knight. Na vier jaar gestalte te hebben gegeven aan Brandon speelde hij tussen 1987 en 1989 de rol van dokter Scott Clark in Santa Barbara. Twee jaar na zijn vertrek uit Santa Barbara keerde hij terug in The Guiding Light, ditmaal als Nick McHenry Spaulding. Irizarry bleef bij de soap tot december 1996. In 1998 en 2006 zou hij nog kort terugkeren.
In 1997 kreeg Irizarry de rol van dokter David Hayward in de soap All My Children. Bijna tien jaar later, in 2006, werd Irizarry ontslagen bij de soap. Ondanks zijn tijdelijke terugkeer in The Guiding Light in 2006, speelde hij van januari 2007 ook de rol van David Chow in The Young and the Restless. De bedoeling was dat het personage Chow na dertien weken zou vertrekken, maar de rol werd gehandhaafd. Het personage overleed echter in augustus 2008.
Na zijn vertrek uit The Young and the Restless gingen er geruchten dat Irizarry weer gestalte zou gaan geven aan Hayward in All My Children. Deze geruchten werden bevestigd en vanaf oktober 2008 keerde hij terug. Ondanks een korte onderbreking tussen september en november 2010 bleef de acteur tot het einde van de serie in september 2011 de rol van David Hayward spelen.

### Persoonlijk
Irizarry heeft een zoon die in Afghanistan werkzaam is. Van 1989 en 1992 was hij getrouwd met actrice Signy Coleman. Samen hebben ze een dochter. Uit zijn huwelijk met Avalon House kreeg hij twee kinderen.